# 2023 en Italie
Chronologie de l'Italie
- 2019
- 2020
- 2021
- 2022
- 2023
- 2024
- 2025
- 2026
- 2027

2021 en Europe - 2022 en Europe - 2023 en Europe - 2024 en Europe - 2025 en Europe

## Événements

### Janvier
- 16 janvier : arrestation de Matteo Messina Denaro, figure importante de la mafia sicilienne, recherché notamment pour de nombreux meurtres.

### Février
- 12 février :
  - élections régionales dans le Latium ;
  - élections régionales  en Lombardie.
- 26 février : au moins 62 migrants meurent dans le naufrage de leur bateau en Calabre[1].

### Mars
- x

### Avril
- 2-3 avril : élections régionales au Frioul-Vénétie Julienne.

### Mai
- 6 au 28 mai : 106e édition du Tour d'Italie.
- 14 et 15 mai : élections municipales (1er tour).
- 17 au 19 mai : des inondations en Émilie-Romagne causent la mort d’au moins quatorze personnes[2].
- 28 et 29 mai : élections municipales (2e tour).

### Juin
- 14 juin : obsèques nationales de Silvio Berlusconi (mort le 12 juin) en la cathédrale de Milan.
- 25-26 juin : élections régionales au Molise.

### Juillet
- 7 juillet : six personnes sont tuées et 81 autres sont blessées dans un incendie dans une maison de retraite à Milan en Lombardie[3].

### Août
- x

### Septembre
- x

### Octobre
- 3 octobre : un accident de bus fait au moins vingt et un morts à Venise[4].
- 22 octobre : élections régionales au Trentin-Haut-Adige.

### Novembre
- 3 novembre : la tempête Ciarán frappe plusieurs région, dont la Toscane et la Vénétie.

### Décembre
- x

## Culture

### Cinéma

#### Récompenses
- David di Donatello
- Rubans d'argent

#### Autres films sortis en Italie en 2023
- x

#### Mostra de Venise
- Lion d'or : Pauvres Créatures (Poor Things) de Yórgos Lánthimos
- Lion d'argent - Grand Prix du Jury : Aku wa sonzai shinai (悪は存在しない?) de Ryūsuke Hamaguchi
- Lion d'argent du meilleur réalisateur : Matteo Garrone pour Moi, capitaine (Io capitano)
- Prix spécial du jury : Zielona granica de Agnieszka Holland
- Prix du meilleur scénario : Guillermo Calderón et Pablo Larraín pour El Conde
- Coupe Volpi de la meilleure interprétation féminine : Cailee Spaeny pour son rôle dans Priscilla
- Coupe Volpi de la meilleure interprétation masculine : Peter Sarsgaard pour son rôle dans Memory
- Prix Marcello Mastroianni du meilleur espoir : Seydou Sarr pour son rôle dans Moi, capitaine (Io capitano).

### Littérature

#### Livres parus en 2023
- x

#### Prix et récompenses
- Prix Strega : Ada D'Adamo (it), Come d'aria (Elliot) 
  - Prix Strega européen :  Emmanuel Carrère  France : V13 (Adelphi), traduit par Francesco Bergamasco
- Prix Bagutta : Marco Missiroli, Avere tutto (Einaudi) 
  - Prix Bagutta de la première œuvre : Andrea De Spirt, Ogni creatura è un'isola (Il Saggiatore)
- Prix Bancarella : Francesca Giannone, La portalettere (Nord)
- Prix Brancati :  ?
  - Fiction : ?
  - Poésie : ?
  - Jeunes : ?
- Prix Campiello : Benedetta Tobagi (it) pour La Resistenza delle donne (Einaudi) •  (ISBN 978-8-80625-366-0)
Finalistes : Silvia Ballestra, La sibilla. Vita di Joyce Lussu (Laterza) - Marta Cai, Centomilioni (Einaudi) - Tommaso Pincio, Diario di un'estate marziana (Perrone) - Filippo Tuena, In cerca di Pan (Nottetempo)
  - Prix Campiello de la première œuvre : Emiliano Morreale, L'ultima innocenza (Sellerio)
  - Prix de la Fondation Il Campiello : Edith Bruck
  - Prix Campiello Giovani : Elisabetta Fontana pour La Spartenza
  - Prix Campiello Junior: 7-10 ans : Nicola Cinquetti pour L'incredibile notte di Billy Bologna (Lapis) | 11-14 ans : Davide Rigiani pour Il Tullio e l'eolao più incredibile di tutto il Canton Ticino (Éditions minimum fax)
  - Mention spéciale : Ada D'Adamo (it), Come d'Aria (Elliot)
- Prix Malaparte : Benjamin Labatut[5].
- Prix Napoli : ?
- Prix Pozzale Luigi Russo :
  - x
  - x
  - x
- Prix Raymond-Chandler : ?
- Prix Scerbanenco : ?
- Prix Stresa : ?
- Prix Viareggio :
  - Roman : Niccolò Ammaniti, La vita intima (Einaudi)
  - Essai : Francesco Piccolo, La bella confusione (Einaudi)
  - Poésie : Vivian Lamarque (it), L'amore da vecchia (Mondadori)
  - Première œuvre : Pietro Santetti, Uomini di cavalli (Mondadori)
  - Prix spéciaux : Gian Arturo Ferrari (it) (Prix international), Nona Mikhelidze (Prix journalisme), Stefano Massini (Prix de la ville de Viareggio), Giampaolo Simi (Prix Tobino)

#### Articles sur l'année 2023 en Italie
- Pandémie de Covid-19 en Italie
- Élections régionales italiennes de 2023

#### L'année sportive 2023 en Italie
- Championnat d'Italie de football 2022-2023
- Championnat d'Italie de football 2023-2024
- Coupe d'Italie de football 2022-2023
- Coupe d'Italie de football 2023-2024
- Championnat d'Italie de rugby à XV 2022-2023
- Championnat d'Italie de rugby à XV 2023-2024
- Festival olympique d'hiver de la jeunesse européenne 2023
- Grand Prix automobile d'Italie 2023
- Milan-San Remo 2023
- Tour d'Italie 2023
- Tour d'Italie féminin 2023
- Tournoi de tennis de Rome (ATP 2023) (Masters de Rome)
- Tournoi de tennis de Rome (WTA 2023)

#### L'année 2023 dans le reste du monde
- L'année 2023 dans le monde
- 2023 par pays en Amérique, 2023 au Canada, 2023 aux États-Unis
- 2023 en Europe, 2023 dans l'Union européenne, 2023 en Belgique, 2023 en France, 2023 en Suisse
- 2023 en Afrique • 2023 par pays en Asie • 2023 en Océanie
- 2023 aux Nations unies
- Décès en 2023